# Dipolos permanentes
```
que las moléculas están en una solución en general acuosa, hay que tener en cuenta que ambos poseen 
dipolos
 permanentes, por tanto, se necesitan 2 constantes dieléctricas tanto para el soluto como para el solvente. Si se considera simplemente una 
constante dieléctrica
 para describir la respuesta soluto y solvente, y usando la 
ley de Coulomb
, los resultados difieren de la evidencia experimental, puesto que es sabido que la constante dieléctrica del agua es 80 y de algunas proteínas del orden de 4.
```

La respuesta dieléctrica de los dipolos permanentes puede ser modelada. Algunos de los modelos usados son:

## Representaciones explícitas de los átomos
Si se describe explícitamente la interacción entre moléculas por medio de funciones potenciales tanto soluto como solvente (moléculas), se puede aplicar la ley de Coulomb para cargas y por medio de métodos que expliquen la dinámica del sistema, se puede dar solución al fenómeno electrostático. Se pueden encontrar dificultades computacionales al modelar las interacciones ya que todas las propiedades del dieléctrico (agua) no pueden ser descritas.

## Representación mecánica estadística

### Modelo de Langevin
En gases y líquidos dieléctricos polares puesto que la agitación térmica se puede visualizar desde el punto de vista como choques intermoleculares, estos tienden a destruir alguna orientación preferencial respecto al campo total, por tanto esta fuerza se comporta como restauradora y consecuentemente aparece el efecto de alineamiento neto dando lugar a un momento dipolar neto P por unidad de volumen.
La deducción de la forma general de computar esta polarización neta, generalmente se realiza asumiendo primero un grupo de dipolos distribuidos de manera arbitraria, sin un campo externo, y que una cantidad de ellos están distribuidos con un rango de orientaciones angulares determinadas. Si estos están sometidos a un campo eléctrico externo las orientaciones ya no son igualmente probables, y se demuestra por mecánica estadística que el número de moléculas que posee un determinado valor de U, es proporcional a {\displaystyle e^{\frac {-U}{kT}}}, donde U depende del campo eléctrico total y del ángulo de orientación, por tanto, la forma general de la relación de Langevin es:

{\displaystyle <cos\theta >=\coth({\textbf {P}}E_{total}/KT)-KT/\mathbf {P} E_{total}}

La anterior ecuación representa el balance entre la polarización y las fluctuaciones térmicas aleatorias, donde T es la temperatura absoluta y K es la constante de Boltzmann. En principio el modelo de Langevin es aplicable a las moléculas polares libres de rotación, donde las interacciones son electrostáticas. Sin embargo, debido a que ignora el movimiento correlacionado entre las moléculas del solvente, no puede ser explicado con una constante dieléctrica, sin algún tipo de corrección y tampoco representa efectos de saturación dieléctrica. Aun así, ha sido de mucha utilidad para representar líquidos tales como el agua.

### Teoría de Kirkwood-Frohlich
En esta representación, el material es considerado como una colección de dipolos permanentes, sumergidos en un continuo con una constante dieléctrica de alta frecuencia. El momento dipolar efectivo de cada dipolo se incrementa por el valor de fase debido a la polarización por la reacción del campo
{\displaystyle {\frac {9kT(\varepsilon -\varepsilon _{\infty })(2\varepsilon +\varepsilon _{\infty })}{4\pi N\varepsilon (\varepsilon _{\infty +2})^{2}}}=g\mu ^{2}}
donde {\displaystyle \varepsilon } es la constante dieléctrica del material, N es el número de densidad, {\displaystyle \mu } es el momento dipolar en fase gaseosa y g es el factor de correlación de Kirwood que se considera por los efectos cooperativos de orientación cercanos a los dipolos.
- Datos: Q5807818